# 双生児研究
双生児研究（そうせいじけんきゅう、英: Twin study）とは、一卵性または二卵性の双子を対象に行われる研究のことである。これらの研究は、特性、表現型、障害に対する環境的および遺伝的影響の重要性を明らかにすることを目的としている。双生児研究は行動遺伝学および生物学から心理学に至るまでの関連分野における重要なツールとみなされている。双生児研究は、兄弟姉妹研究、養子研究、系図など、遺伝的に有益なすべてのデータを使用する行動遺伝学で用いられるより広範な方法論の一部である。これらの研究は、個人の行動から統合失調症などの重度の精神疾患の発現に至るまでの特性を追跡するために使用されてきた。
双生児は観察のための貴重な情報源である。なぜなら、環境の影響と様々な遺伝子型の影響を研究することができるからである：「同一」または一卵性(MZ)双生児は本質的に遺伝子の100%を共有するため、双子の間の大部分の違い（身長、退屈への感受性、知能、うつ病など）は、一方の双子が経験したが他方は経験していない事象によるものである。「兄弟」または二卵性(DZ)双生児は、他の兄弟姉妹と同様に、約50％の遺伝子しか共有しない。また、双生児は同じ家族に生まれるため、環境の多くの側面（例えば、子宮内環境、育児スタイル、教育、富、文化、コミュニティ）を共有している。一卵性双生児の片方のみに特定の遺伝的または表現型的特徴が存在すること（不一致と呼ばれる）は、そのような特性への環境の影響を理解する強力な窓口となる。
双生児は、形質の発現を研究する際に、固有環境（一方の双子にのみ特有のもの）の重要性を示す上でも有用である。固有環境の変化は、片方の双子だけに影響を与えた出来事や発生から生じる可能性がある。これは頭部損傷から片方の双子が持続した先天性欠損まで、幅広く存在する。
古典的な双生児デザインは、一卵性（同一）と二卵性（兄弟）双生児の類似性を比較する。同一双生児が兄弟双生児よりも著しく類似している場合（すべての特性で見られる）、これは遺伝子がこれらの特性において重要な役割を果たしていることを意味する。数百の双生児家族を比較することで、研究者は行動の形成における遺伝的影響、共有環境、固有環境の役割についてより理解できるようになる。
現代の双生児研究は、すべての研究された形質が部分的に遺伝的差異の影響を受けており、一部の特性はより強い影響を示し（例：身長）、他の特性は中間的な影響を示し（例：パーソナリティ特性）、一部の特性はより複雑な遺伝率を持ち、特性の異なる側面に影響を与える異なる遺伝子の証拠がある（自閉症）と結論づけている

## 歴史

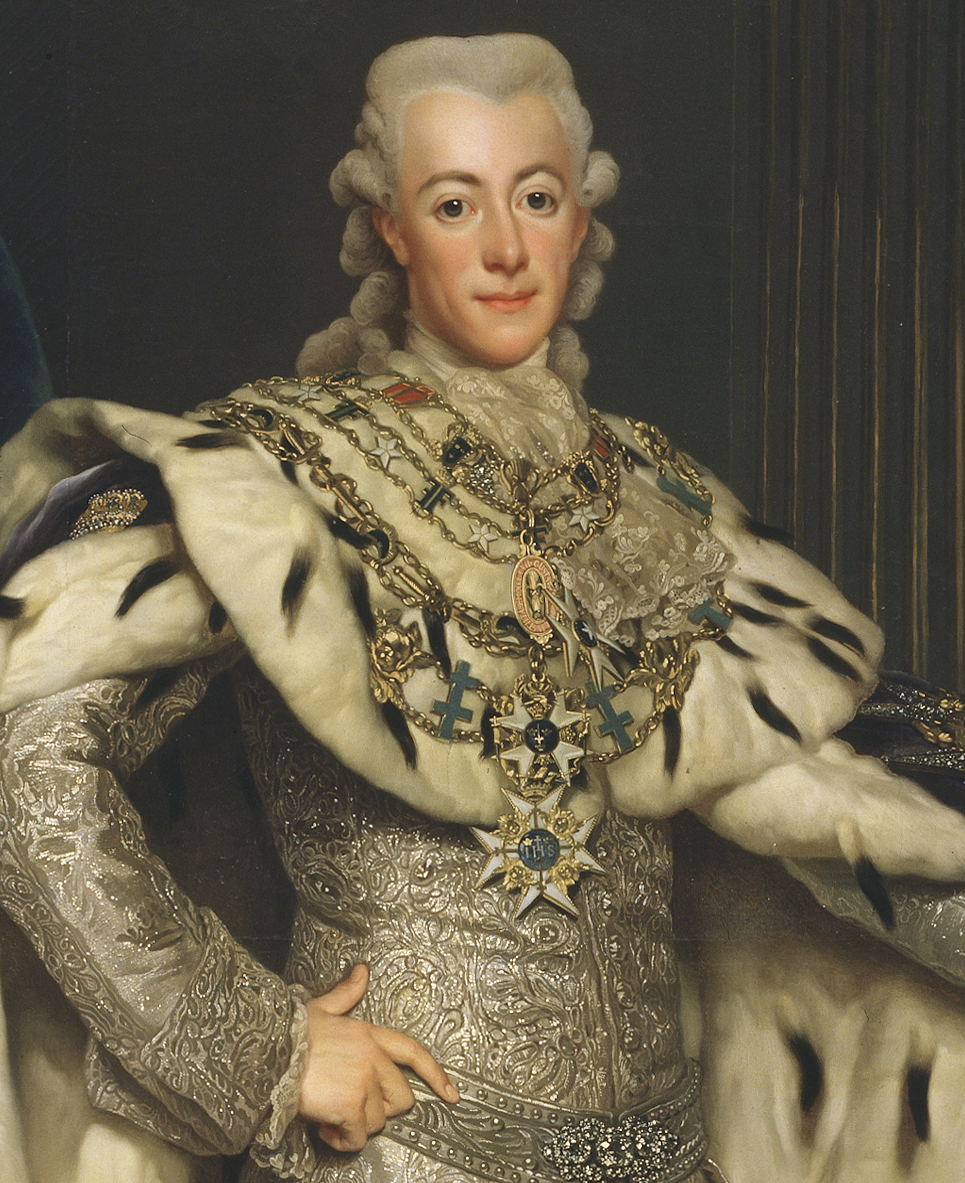
グスタフ3世(スウェーデン)は一卵性双生児を用いた医学的結果の比較研究を初めて行った。

双生児は早期の文明から学者たちの関心を集めてきた。その中には、双生児の異なる病気を異なる物質的状況に帰属させた初期の医師であるヒポクラテス(紀元前5世紀)や、そのような類似性を星占いの状況に帰属させたストア派の哲学者ポセイドニオス(紀元前1世紀)が含まれる。
スウェーデン王グスタフ3世は一卵性双生児を使用した医学研究を最初に委託した。グスタフの父親であるアドルフ・フレドリクは、1757年に「茶とコーヒーの飲用の誤用と過剰に関する勅令」に署名し、茶やコーヒーなどの刺激的な飲み物に反対していた。グスタフ3世と彼の父親はともに、後に茶とコーヒーのカフェインとして特定される危険性に関するフランス人医師による1715年の論文を読み、強く影響を受けていた。1771年に王位を継承した後、王はコーヒーと茶が人間の健康に有害な影響を与えることを臣民に実証するという強い動機を持った。このため、彼は原始的な治験に参加することを条件に、双子の殺人犯の死刑を減刑することを申し出た。
両方の死刑囚は同意し、その後、王の要求を満たすため残りの生涯を牢獄で過ごした：一方の双子は毎日3ポットのコーヒーを飲み、もう一方は3ポットの茶を飲むというものだった。茶を飲む双子が最初に83歳で亡くなった。これはグスタフ3世が1792年に暗殺された後のことだった。コーヒーを飲む双子の死亡時の年齢は不明である。なぜなら、王がこの研究を監視するよう指名した医師の両方が彼より先に亡くなったためである。スウェーデンでのコーヒーと茶の禁止は1823年に解除された

より最近の研究は、ヒトの発達と行動における遺伝子と環境の役割を研究するための双生児の先駆的使用に関するフランシス・ゴルトンのものである。しかし、ゴルトンは一卵性と二卵性双生児の違いを認識していなかった。この要因は、エドワード・ソーンダイクが50組の双子を使用して心理テストを用いた最初の研究を実施した際にもまだ理解されていなかった。この論文は、家族効果が年齢とともに減少するという仮説の初期の表明であった。彼の研究は、9〜10歳と13〜14歳の双子のペアを、数年以内に生まれた通常の兄弟姉妹と比較した。

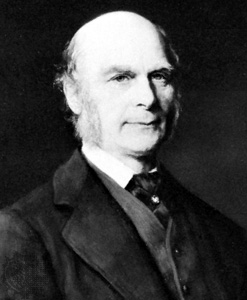
フランシス・ゴルトンは科学の一分野としての行動遺伝学の基礎を築いた。

ソーンダイクは、彼のデータが二つではなく一つの双子タイプがあるという主張を支持していると誤って推論した。この間違いはロナルド・フィッシャー(1919)によって繰り返された。彼は次のように主張した。
これまで一卵性双生児の割合に起因すると考えられてきたためである。 しかし、私の知る限り、一卵性双生児とみなされるほどよく似た双子が、本当に同性の双子の割合を説明するのに十分な数存在することを示す試みはなされていない。
この区別を理解した初期の、おそらく最初の研究は、1924年のドイツ人遺伝学者ヘルマン・ヴェルナー・シーメンスによるものである。シーメンスの革新の中でも最も重要なのは「多症状類似性診断」である。これにより、フィッシャーを悩ませた見落としを説明することができ、分子マーカーの出現以前は双生児研究の主要な手法だった。
ヴィルヘルム・ヴァインベルクと同僚たちは1910年に一卵性と二卵性の区別を用いて、出産人口における同性および異性双生児の比率から各比率を計算した。彼らは親族間の共変動を遺伝的要素と環境的要素に分割し、親族間の類似性に対する優性の効果を含め、後のロナルド・フィッシャーとシューアル・ライトの研究を予測し、最初の古典的双生児研究を開始した
ダリック・アンテルとエバ・タチャノウスキによって行われた研究は、「目に見える老化徴候の最大の相違を示す双子は、個人的なライフスタイルの選択と習慣の間の最大の不一致の程度も示した」と発見し、「老化に対する遺伝的影響は過大評価されており、ライフスタイルの選択は身体的老化にはるかに重要な影響を与えている可能性がある」と結論づけた

## 例
著名な双生児研究の例は以下の通りである：
- モーズレー双極性障害双生児研究（英語版）
- ミネソタ双生児家族研究（英語版）
- 双生児早期発達研究（英語版）
- NASA双生児研究（英語版）

## 方法
双生児研究の力は、双子が同一(一卵性(MZ)、つまり単一の受精卵から発達し、すべての多型対立遺伝子を共有する)または兄弟(二卵性(DZ)、つまり2つの受精卵から発達し、平均して50%の対立遺伝子を共有し、非双生児の兄弟姉妹で見られるのと同じ遺伝的類似性のレベル)のいずれかである事実から生じる。この既知の遺伝的類似性の違いに、一卵性双生児と二卵性双生児に対する等しい環境という検証可能な仮定を組み合わせることで、表現型に対する遺伝子と環境の全体的な影響を推定することを目的とした双生児研究の基礎が作られる
双生児研究の基本的な論理は、分散の概念とそこから派生する相関の概念を超える数学的知識がほとんどなくても理解できる。

### 古典的双生児法
すべての行動遺伝学的研究と同様に、古典的双生児研究は、行動（遺伝学者によって表現型と呼ばれる）の大集団内の分散を評価することから始まり、その分散がどれだけ次の要因によるものかを推定しようとする：
- 遺伝的影響（遺伝率）
- 共有環境 – 両方の双子に影響し、同じように影響する出来事
- 非共有、または固有、または共有されない環境 – 一方の双子に起こるが他方には起こらない出来事、または双子のどちらかに異なる方法で影響する出来事

一般的に、これら3つの構成要素は A（加法的遺伝）、C（共通環境）、E（固有環境）と呼ばれる。そのため、頭字語「ACE」となる。また、非加法的遺伝効果（しばしば優性のためにDと表される(ADEモデル); より複雑な双生児デザインについては下記参照）を検討することも可能である。
ACEモデルは、特性の分散のうちどれだけが遺伝的であるか、対して共有環境または非共有環境によるものかを示す。研究は通常、原則的にはあらゆる種類の複雑な家系を扱うことができるOpenMxのような構造方程式モデリング(SEM)プログラムを使用して行われる。しかし、このようなプログラムの基本的な論理は、ここで説明する双生児デザインの基礎となる論理と同じである。
一卵性（同一 - MZ）双生児は、家族内で育てられる場合、遺伝子の100%と共有環境のすべてを共有する。このような状況下で彼らの間に生じる違いは無作為（すなわち、各双子に固有の環境効果による）である。同一双生児間の相関はA + Cの推定値を提供する。二卵性（DZ）双生児もCを共有するが、平均して遺伝子の50%しか共有しない：そのため、二卵性双生児間の相関は½A+Cの直接的な推定値である。rを相関と表記すると、rmzとrdzをそれぞれ同一双生児および二卵性双生児間の特性の相関とすることができる。特定の特性について、次のようになる：
rmz = A + C
rdz = ½A + C
再度述べると、これら2つの合計の差からAとC（およびその結果としてEも）を解くことができる。同一双生児と二卵性双生児の相関の差は遺伝的類似性の半減によるものなので、加法的遺伝効果Aは同一双生児と二卵性双生児の相関の差の2倍である：
A = 2 (rmz − rdz)
Aの推定値が与えられると、Cの推定値は、例えば最初の方程式から導き出すことができる：
C = rmz − A
最後に、同一双生児間の特性相関はAとCの完全な寄与を反映するので、残りの変動Eはこの相関を1から引くことで推定できる
E = 1 − rmz
要約すると、加法的遺伝因子AはMZとDZ双生児相関の差の2倍（これはファルコナーの公式として知られる）、CはMZ双生児相関からこのAの推定値を引いたもの、そして無作為（固有）因子Eは（1 - rmz）、つまりMZ双生児は固有環境のみにより異なる（Jinks & Fulker, 1970; Plomin, DeFries, McClearn, & McGuffin, 2001）。

### 現代的モデリング
1970年代から、研究は最尤法（Martin & Eaves, 1977）を用いた遺伝的・環境的効果のモデリングに移行した。計算上はるかに複雑であるが、このアプローチには多くの利点があり、現在の研究ではほぼ普遍的になっている。
構造モデルの例（デンマーク人男性の身長の遺伝率）を以下に示す：
|  |  |

左側のモデルAは身長の生の分散を示している。これは遺伝子と環境の絶対的効果を保持し、それらを身長変化のmmなどの自然な単位で表現するのに役立つ。時には、パラメータを標準化し、各パラメータを全分散のパーセンテージとして表現することが有用である。分散をA、C、Eに分解したので、全分散は単にA + C + Eである。次に、各単一パラメータをこの合計の割合として、すなわち、標準化A = A/(A + C + E)としてスケールすることができる。遺伝率は標準化された遺伝的効果である。

#### モデル比較
モデリングの主な利点は、モデルを明示的に比較する能力である：単に各構成要素に値を返すのではなく、モデラーはパラメータに対する信頼区間を計算できるが、重要なことは、パスを追加・削除し、AICなどの統計を通じてその効果をテストすることができる。したがって、例えば行動に対する家族や共有環境の予測効果をテストするために、AEモデルを完全なACEモデルと客観的に比較することができる。例えば、上記の身長の図について、C（共有環境）を大きな適合度の損失なしに削除できるかどうかを問うことができる。あるいは、各パスに対して信頼区間を計算することができる。

#### 多群・多変量モデリング
多変量モデリングは、独立して見える変数間の遺伝的関係についての疑問に答えることができる。例えば：IQと長期記憶は遺伝子を共有するか？それらは環境的要因を共有するか？追加の利点には、区間、閾値、連続データを扱う能力、欠損値を持つデータから完全な情報を保持する能力、測定された変数（測定された環境や現在ではSNPなどの測定された分子遺伝マーカー）との潜在モデリングを統合する能力が含まれる。さらに、モデルは粗い相関法の制約問題を回避する：すべてのパラメータは、あるべきように、0〜1（標準化）の間に収まる。
多変量、および複数時点波研究で、測定された環境と繰り返し測定された潜在的に因果的な行動を伴うものが現在は標準となっている。これらのモデルには、拡張双生児デザイン、シンプレックスモデル、成長曲線モデルなどが含まれる。
OpenMxなどのSEMプログラムと、制約と複数群に適した他のアプリケーションは、新しい技術を合理的にスキルのあるユーザーにアクセス可能にした。

#### 環境のモデリング：MZ不一致デザイン
MZ双生児は遺伝子と家族レベルの環境要因の両方を共有するため、MZ双生児間の違いはE、つまり固有環境を反映している。研究者はこの情報を使用して環境を強力な方法で理解し、遺伝子-環境共分散、逆因果関係、交絡などによって通常は混乱する因果関係の疫学的検証を可能にする。
MZ不一致効果の正の例が以下の左側に示されている。特性1でより高いスコアを持つ双子は、特性2でもより高いスコアを持つ。これは特性1の「用量」が特性2の増加を引き起こすという考えと一致する。もちろん、特性2も特性1に影響を与えている可能性がある。これら2つの可能性を切り離すには、異なるデザインが必要である（例については下記参照）。ヌル結果は因果関係仮説と一致しない。
|  |  |

例えば、うつ病と運動の間の観察されたリンクの場合（右上の図を参照）。うつ病の人々は、身体活動をほとんど行っていないとも報告している。これは因果関係のリンクであると仮説立てることができる：患者に運動を「投与」すると気分が上がり、うつ病から保護されるというものである。次の図は、この仮説の経験的検証で見つかったものを示している：ヌル結果である
縦断的不一致デザイン

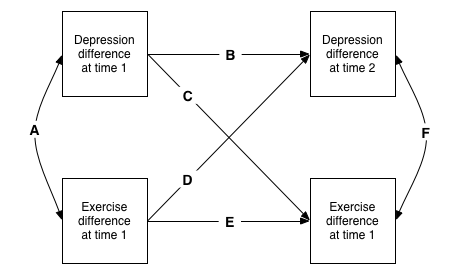
クロスラグ縦断的MZ不一致双生児デザイン。このモデルは、時点1での特性間の差異の関係を考慮し、その後、特性1の増加が将来のその特性の変化を引き起こすという異なる仮説、または重要なことに、他の特性の変化を引き起こすという仮説を検討することができる。

次の図で見られるように、このデザインは複数の測定に拡張することができ、その結果、得られる情報の種類が増える。これはクロスラグモデル（1回以上の時間にわたって測定される複数の特性）と呼ばれる
縦断的不一致モデルでは、同一双生児間の差異を使用して、時点1での特性間の差異の関係（パスA）を考慮し、その後、特性1の増加がその特性の将来の変化を引き起こす（パスBとE）、または重要なことに、他の特性の変化を引き起こす（パスCとD）という異なる仮説を検討することができる。例では、抑うつの人々が平均よりも運動をしないという観察された相関が因果関係であるという仮説をテストすることができる。運動がうつ病に対して保護的であれば、パスDが有意であるはずで、より多く運動する双子がその結果としてうつ病が少なくなるはずである。

### 仮定
上記のモデリングから分かるように、双生児研究の主な仮定は、同等の家族環境、または平等環境仮定として知られるものである。この仮定をテストする特別な能力は、親が実際には遺伝的に同一であるのに双子を非同一と信じている場合に発生する。さまざまな心理的特性の研究は、これらの子供たちが、双子を同一として扱った親によって育てられたMZ双生児と同様に一致したままであることを示している
遺伝率推定の分子遺伝学的方法は、特定のタイプの変異体（例えば、希少変異体や反復多型）の影響を現代のSNPアレイが捉えていないため、一般的に古典的双生児研究よりも低い推定値を生み出している。しかし、一部は双生児研究が遺伝率を過大評価しているからだと示唆している。2016年の研究では、双生児の出生前環境が等しいという仮定が大部分において支持できることが判明した。研究者たちは、平等環境仮定が有効かどうかについて議論を続けている

#### 測定された類似性：双生児デザインの仮定の直接的検証
双生児法を検証するための特に強力な技術がVisscher等によって報告された。双生児を使用する代わりに、このグループは兄弟姉妹が平均して遺伝子の50%を共有するという事実を活用したが、個々の兄弟姉妹ペアの実際の遺伝子共有はこの値の周りで変動し、家族内に「双子性」の連続体を本質的に作り出している。遺伝子共有の直接的な推定に基づく遺伝率の推定は、双生児法からの推定を確認し、方法の仮定を支持している。

### 性差
遺伝的要因（遺伝子発現と遺伝子×環境相互作用の範囲の両方を含む）は性別によって異なる場合がある。兄弟異性双生児ペアはこれらの効果を説明する上で非常に貴重である。
極端な場合、遺伝子は一方の性別でのみ発現する可能性がある（質的性制限）。より一般的には、特定の対立遺伝子の効果は個人の性別に依存する可能性がある。遺伝子は男性の体重を100 g変化させるかもしれないが、女性では150 gの変化を引き起こす可能性がある—これは量的遺伝子効果である。
環境は遺伝子が自分自身を発現する能力に影響を与え、性差を通じてこれを行う可能性がある。例えば、女性が投票から除外されている場合、投票行動に影響を与える遺伝子は女性には効果がない。より一般的には、性差テストの論理は、個人の定義された任意のサブグループに拡張することができる。このような場合、同性および異性のDZ双生児の相関は異なり、性差の効果を示す。
このため、三種類の二卵性双生児を区別するのが通常である。標準的な分析ワークフローには、同一男性、同一女性、二卵性男性、二卵性女性、二卵性異性の5つのグループにモデルを適合させることによる性制限のテストが含まれる。したがって、双生児モデリングは相関を超えて、性別などの潜在的な因果変数を含む因果モデルをテストする。

### 遺伝子×環境相互作用
遺伝子効果はしばしば環境に依存する可能性がある。そのような相互作用はG×E相互作用として知られ、遺伝子対立遺伝子の効果が異なる環境間で異なる。単純な例としては、遺伝子が環境の効果を増幅する状況が含まれる：おそらく栄養価の高い環境では身長に1インチを追加するが、栄養価の低い環境では高さに半インチのみを追加する。これは異なる遺伝子型における環境への反応の異なる勾配として観察される。
研究者はしばしば異なる条件下での遺伝率の変化に関心を持っている：対立遺伝子が大きな表現型効果を引き起こすことができる環境（上記のように）では、遺伝子の相対的役割が増加し、これらの環境ではより高い遺伝率に対応する。
第二の効果はG × E相関であり、特定の対立遺伝子が特定の環境に伴う傾向がある。遺伝子が親に読書を楽しませる場合、この対立遺伝子を継承する子供たちはGE相関のために本のある家庭で育てられる可能性が高い：彼らの親の一方または両方がその対立遺伝子を持ち、本のコレクションを蓄積しかつ本を読む対立遺伝子を渡す。このような効果は、推定された環境的相関要因（この場合、家庭内の本）を直接測定することでテストできる。
多くの場合、環境の役割は人生の非常に早い段階で最大化し、義務教育が始まるとすぐに急速に減少する。これは例えば読書だけでなく知能に関しても観察される。これはG*Age効果の例であり、親の環境によるGE相関（これらは時間とともに解消される）と、個人が積極的に特定の環境を求めることによって引き起こされるG*E相関の両方を検討することができる

#### 反応基準
植物または動物育種の研究では、実験的にランダム化された遺伝子型と環境の組み合わせの効果を測定することができる。対照的に、人間の研究は一般的に観察的である。これは、反応基準を評価できないことを示唆するかもしれない
経済学や疫学などの他の分野と同様に、差分的な遺伝子共有、反復露出、環境への測定された暴露（子供の社会的地位、家族の混乱、教育の利用可能性と質、栄養、毒素など）を利用してこれらの原因の混乱に対抗するためのいくつかのデザインが開発されている。古典的な双生児デザインの本質的な魅力は、これらの混乱要因を解きほぐし始めることである。例えば、同一および二卵性双生児では、共有環境と遺伝的効果は非双生児の家族研究のように混同されていない。双生児研究はしたがって、これらの相関関係を理解するのに役立つように、家族間での遺伝子のランダムな分類を利用しようとする試みによって部分的に動機づけられている。
双生児研究は、観察された環境の範囲内での行動に対する遺伝子と家族がどのように影響するかについてのみ教えてくれるが、しばしば遺伝子と環境が共変するという注意事項があるものの、これは遺伝子と環境の異なる役割についての知識がまったくないという代替手段に比べれば、かなりの進歩である。双生児研究は、この観測された分散の少なくとも一部を制御する方法としてしばしば使用される：例えば、以前に家族環境と想定されていたものを、双生児における完全および部分的に共有された遺伝子の実験を使用して、共有環境と加法的遺伝学に分割する。古典的な双生児デザインの外部では追加情報が利用可能である。養子研究は、同じ遺伝子型を異なる環境に置くことによって反応基準をテストする自然実験の一形態である。例えば、関連研究は対立遺伝子の効果の直接研究を可能にする。メンデル無作為化によって、関連する環境や他の遺伝子に関してランダムな対立遺伝子の効果を研究する機会も提供される

### 拡張双生児デザインとより複雑な遺伝モデル
基本的または古典的な双生児デザインには、生物学的家族で育てられた同一および二卵性双生児のみが含まれる。これは可能な遺伝的および環境的関係のサブセットしか代表していない。したがって、双生児研究からの遺伝率推定値は、行動の遺伝を理解するための第一歩を表していると言える。
双生児研究を加法的遺伝、共有環境、非共有環境に分割することは、遺伝子-環境共分散と相互作用、および行動に対する他の非加法的効果を考慮した完全な分析への第一次近似である。分子遺伝学における革命は、ゲノムを記述するためのより効果的なツールを提供しており、多くの研究者は特性に対する対立遺伝子と環境の影響を直接評価するために分子遺伝学を追求している。
双生児デザインの初期の制限は、共有環境と非加法的遺伝効果の両方を同時に考慮する機会を提供しないことである。この限界は、デザインに追加の兄弟姉妹を含めることで対処できる。
第二の制限は、遺伝子-環境相関が、モデルに追加されない限り、特定の効果として検出できないことである。この制限に対処するには、家族の影響を共有遺伝的効果と無相関に評価するために、養子モデルまたは双生児の子供のデザインを組み込む必要がある。

#### 連続変数と順序変数
一致研究が各双子に存在するかしないかの特性を比較する一方、相関研究は双生児間の連続的に変化する特性の一致を比較する。

## 批判
双生児法は、統計遺伝学、統計学、心理学からの批判の対象となっており、一部の研究者（例：Burt & Simons (2014)）は、この方法によって達成された結論があいまいであるか無意味であると主張している。これらの批判の中核部分とその反論を以下に示す。

### 基本的な仮定に対する批判
双生児研究の批判者は、これらの研究が一卵性双生児が遺伝子の100%を共有するという誤った或いは疑わしい仮定と平等環境仮定に基づいていると主張する。この基礎に基づいて、批評家は双生児研究が生物学的交絡因子と環境分散の一貫した過小評価のために、遺伝率の過大または過小評価を生み出す傾向があると主張する。他の批評家はより穏健な立場をとり、平等環境仮定は一般的に不正確であるが、この不正確さは遺伝率推定に対して通常は控えめな効果しか持たないと主張する

### 統計的方法に対する批判
ピーター・シェーネマンは1970年代に開発された遺伝率推定法を批判した。彼はまた、双生児研究からの遺伝率推定は共有遺伝子以外の要因を反映している可能性があると主張した。レーリンとニコルズ（1976）で公開された統計モデルを使用すると、「背中をこすってもらったか」という質問に対する反応の狭義のHR-遺伝率は男性で.92、女性で.21の遺伝率があり、「日没後にサングラスをかけたか」という質問は男性で130%、女性で103%の遺伝率があることが示されている。批評家はまた、双生児研究で推定される「遺伝率」の概念が単なる統計的抽象であり、基礎となるDNAとの関係がないと主張する。また、双生児研究の統計的基盤が無効であるという主張もある。統計的批判は、ほとんどの双生児研究に使用される遺伝率推定が制限的な仮定に基づいており、それらはテストされないことが多く、テストされた場合でもデータによって矛盾されることが多いと主張する。

#### 統計的批判に対する回答
コンピュータが登場する前、統計学者は知られている制限を犠牲にして計算可能な方法を使用していた。1980年代以降、これらのおおよその統計的方法は破棄された。構造方程式モデリングに基づく現代の双生児法は、これらの制限の対象ではなく、上記のような遺伝率推定は数学的に不可能である
重要なことに、より新しい方法は異なる経路の役割の明示的なテストと複雑な効果の組み込みとテストを可能にする

### サンプリング：双生児を母集団の代表的メンバーとして
双生児研究の結果は自動的にその出身母集団を超えて一般化することはできない。したがって、調査対象の特定のサンプルおよび双生児自体の性質を理解することが重要である。双生児は母集団の無作為抽出ではなく、発達環境が異なる。この意味で彼らは代表的ではない
例えば：二卵性(DZ)双生児出生は多くの要因によって影響を受ける。一部の女性は各月経周期に複数の卵子を頻繁に産生するため、双子を持つ可能性が高い。この傾向は母親側または父親側の家族で遺伝する可能性があり、しばしば両方を通じて遺伝する。35歳以上の女性は2つの卵子を産生する可能性がより高い。3人以上の子供を持つ女性も二卵性双生児を持つ可能性が高い。人工的な排卵誘発と試験管受精-胚置換も二卵性および一卵性双生児を生じさせる可能性がある

#### 双生児の代表性に対する回答
しかし、双生児は非双生児の兄弟姉妹とほとんど違いがない。双生児のパーソナリティと知能に関する研究では、彼らはこれらの特性に関して非双生児とほぼ同じスコアを持っていることが示唆されている（例えばDeary et al. 2006）。

### 分離された双生児ペアが他の双生児を代表することについて
分離された双生児ペア（同一または二卵性）は、一般的に養子によって分離される。これにより、彼らの出生家族は子供を養子に出すという点で一般的な双生児家族の代表ではない。彼らが養子に出される家族も、すべて児童保護当局によって養子縁組のために承認されており、不釣り合いに大きな割合が生物学的子供を持たないという点で、一般的な双生児家族の代表ではない。研究にボランティアとして参加する人々は、すべての分離された双生児がボランティアとして研究に参加するわけではないため、一般的な分離された双生児の代表でさえない

### 検出問題
現在または過去の生活で多くの人が秘密にしている行動の場合、検出されない行動の問題が発生する可能性がある。差別や烙印を押された行動については、それを明らかにすることをためらう可能性がある。環境が実際の行動において役割を果たさなかったとしても、歪んだ検出はそれが役割を果たしたように見せるだろう。このようなケースで環境が役割を持たないように見せるためには、不寛容が不寛容の対象となる行動を引き起こすという意味での不寛容の反生産性、または結果を科学的に無用にする研究の欠陥のいずれかが必要である。環境が役割を果たさない場合でも、数値は依然として歪められる

## 用語

### ペアワイズ一致性
双生児のグループに対して、ペアワイズ一致性はC/(C+D)として定義される。ここでCは一致ペアの数、Dは不一致ペアの数である。
例えば、10組の双生児が1人の影響を受けたメンバー（ペアの）を持つように予め選択されたとする。研究の過程で、以前は影響を受けていなかった4人の他のメンバーが影響を受けるようになり、ペアワイズ一致性は4/(4+6)または4/10または40%となる。

### プロバンドワイズ一致性
各ペアの少なくとも1人のメンバーが影響を受けている双生児のグループに対して、プロバンドワイズ一致性は、影響を受けた双子を持つ病気の双子の割合を測定し、2C/(2C+D)という式で計算することができる。ここでCは一致ペアの数、Dは不一致ペアの数である。
例えば、1人の影響を受けたメンバーを持つように予め選択された10組の双生児を考えてみよう。研究の過程で、以前は影響を受けていなかった4人の他のメンバーが影響を受けるようになり、プロバンドワイズ一致性は8/(8+6)または8/14または57%となる。

### 学術団体
行動遺伝学研究をサポートするいくつかの学術団体が存在し、行動遺伝学協会、国際双生児研究学会、および国際行動・神経遺伝学会が含まれる。行動遺伝学の研究はまた、例えば国際精神遺伝学会など、いくつかのより一般的な学会でも著しく取り上げられている。

### ジャーナル
この分野の著名な専門誌には行動遺伝学、遺伝子、脳と行動、および双生児研究と人類遺伝学が含まれる。